# Günter Neubert
Günter Neubert (* 11. März 1936 in Crimmitschau, Sachsen; † 18. November 2021 in Leipzig) war ein deutscher Komponist und Tonmeister.

## Leben
Nach dem Abitur an einer Oberschule in Crimmitschau im Jahr 1954 studierte Neubert von 1954 bis 1955 Schulmusik an der Hochschule für Musik Leipzig und von 1955 bis 1960 das Fach Tonmeister an der Hochschule für Musik „Hanns Eisler“ Berlin. Er beendete seine Studien 1960 mit dem Staatsexamen und Diplom. Von 1959 bis 1965 war er Gasthörer bei Rudolf Wagner-Régeny. Von 1965 bis 1967 war er dessen außerplanmäßiger Aspirant und erwarb die Lehrbefähigung für Musiktheorie an der Berliner Musikhochschule. Von 1968 bis 1971 war er Meisterschüler für Komposition bei Wagner-Régeny und Paul Dessau an der Deutschen Akademie der Künste in Berlin (Ost).
Neubert war von 1960 bis 1961 assistierender Tonmeister beim Rundfunk der DDR in Berlin. Er arbeitete von 1961 bis 1991 als Tonregisseur beim Rundfunk in Leipzig. Von 1978 bis 1989 und von 1999 bis 2006 war er Lehrbeauftragter der Leipziger Musikhochschule. Zuvor war er von 1975 bis 1977 Lehrbeauftragter an der Hochschule für Musik Carl Maria von Weber Dresden. 1987 wurde er Privatdozent. Im Jahr 1990 wurde er Vorstandsmitglied des Sächsischen Musikbundes, den er von 1998 bis 2000 leitete. Schließlich arbeitete er von 1992 bis 2000 als Tonmeister beim Mitteldeutschen Rundfunk.
Neubert wirkte von 1992 bis 1995 als Vorstandsmitglied des Deutschen Komponistenverbandes. Hier leitete er die Reihe Das Außergewöhnliche Konzert und rief den Förderpreises für junge Komponisten und Musikwissenschaftler ins Leben. Er war von 1995 bis 2001 Mitglied im Sächsischen Musikrat und Vorsitzender des Landesverbandes Sachsen des Deutschen Komponistenverbandes. Im Jahr 1996 war er Gründungsmitglied der Sächsischen Akademie der Künste. Ab 2009 war er Vorsitzender der Grieg-Begegnungsstätte Leipzig (Notenspur-Station 3 der Unesco-Initiative Leipzig). Er gehörte dem Kuratorium der Hans-Stieber-Stiftung, die regelmäßig den Hans-Stieber-Preis vergibt, an. Außerdem war er im Kuratorium der Freunde und Förderer des MDR Rundfunkchores e. V. tätig.
Er komponierte 2001 bis 2005 ein Oratorium mit Texten von Karl May und Jesaja, das am 22. November 2006 in Dresden uraufgeführt wurde.
Neubert lebte in Ferch, Brandenburg und in Leipzig.

## Preise und Auszeichnungen
- 1980: Hanns-Eisler-Preis des Rundfunks der DDR
- 1984: Kunstpreis der Stadt Leipzig
- 1985: Kompositionspreis zum Internationalen Kompositionsseminar der Stiftung Künstlerhaus Boswil (Schweiz)
- 2011: 2. Preis beim Kompositionswettbewerb zum Themenjahr „Reformation und Musik“ der EKD
- 2015: Helmut-Bräutigam-Preis der Stadt Crimmitschau

## Kompositionen (Auswahl)

### Kammermusik
- 1959: Fünf Kinderstücke für Klavier. UA 2006 Dresden
- 1961: Kleine heitere Suite. 8 Miniaturen für 6 Bläser und Schlagwerk
- 1963: Zwölf Stücke für Clavicord
- 1963: Musik für Streichquartett in 5 Sätzen. UA 1997 Salzburg. Stadler Quartett
- 1964: Sonate für Horn und Klavier. UA Peter Damm, Gunther Hauer
- 1965: Sonate für Klavier
- 1965: Musik für Flöte solo
- 1966: Fünf kurze Charakterstudien für Klavier. UA 2006 Dresden
- 1968: Drei Vortragsstücke für Trompete und Klavier
- 1968: Musik für Bläserquintett. UA 1968 Leipzig
- 1969: Klavierstück für Wagner-Régeny. UA
- 1969: Klavierstück für Paul Dessau. UA
- 1971: Intermezzo eines Liebhabers. Capriccio für vier Violoncelli (unter Verwendung eines Themas aus dem Rosenkavalier). UA 1971 Rostock
- 1973: Konzertante Kammermusik
- 1975: Kaminstück für Matthias Claudius für Gitarre solo
- 1978: Vier Impressionen nach Barlach für Klavier
- 1978: Goccia-Capriccio per flauto e chitarra. UA 1978 Leipzig
- 1979: Kammersinfonie für Nonett. UA 1981 Leipzig (Kleiner Saal des Gewandhauses)
- 1980: Makrokosmos I (Planetariumsmusik) für 4 Instrumente, Schlagwerk und Mehrkanaleinspiel. UA 1980 Schkeuditz / Leipzig. Gruppe Neue Musik Hanns Eisler
- 1982: Musikalische Essays nach Grüty. UA 1982 Berlin. Gruppe Neue Musik Hanns Eisler
- 1983: Triptychon (in Erinnerung an Max Beckmann) für Englisch Horn, Bratsche, Kontrabass und Gitarre. UA 1984 Leipzig. Leipziger Consort. Gruppe Neue Musik Hanns Eisler
- 1984: Kontraste für Kontrabass solo. UA 1987 Leipzig
- 1984: Partita über das Da pacem für Orgel solo. UA 1984 Altenburg (Schlosskirche)
- 1985: Meditation über eine Tonreihe aus dem letzten Choral der Matthäus-Passion von J.S. Bach für Orgel solo. UA 1985 Göttingen (St. Jacobi)
- 1986: Dithyrambus für zwei Schlagzeuger. UA 1986 Berlin
- 1986: Kreuzspiel für Harfe solo
- 1986: Mors et vita. Komposition für 3 Klanggruppen und Tonbandzuspiel nach Texten Friedrich Hölderlins. UA 1988. Gruppe Neue Musik Hanns Eisler
- 1993: Ritmo e canto. Triostücke für Flöte, Fagott und Cembalo. UA 1993 Leipzig
- 1994: Wachet auf für Trompete und Orgel. UA 1994 Münster (Nicolai-Kirche)
- 1996: Triptychon II für Englisch Horn, Fagott, Bratsche und Gitarre. UA 1996 Leipzig (Alte Handelsbörse). Ensemble Sortisatio
- 1995: Reflexionen für zwei Hörner. UA 1995 Altenburg (Landestheater)
- 1997: Schlagspieldialog. UA 1997 Leipzig (Museum der bildenden Künste)
- 2000: Silbermann-Hymnus für zwei Organisten. UA 2000 Freiberg (Petrikirche)
- 2000: Stufen zu einem königlichen Thema - Septetto super Thema Refugium. UA 2000 Leipzig (Alte Handelsbörse). Rheinisches Bach-Collegium
- 2002: Cantus e Toccata für zwei Violinen und Klavier. UA 2002 Bamberg (Auditorium Maximum der Universität)
- 2003: Requiem per organum (Sonata da chiesa). UA 2003 Dresden (Kreuzkirche). Martin Schmeding
- 2008: Streichquartett Nr. 2. UA 2008 Leipzig (Gewandhaus). Gewandhausquartett
- 2010: New Dances in mutation für Holzblasquintett (2010). UA 2011 Leipzig (Gewandhaus-Bläserquintett)
- 2011: Szene für Altsaxophon und Conga (2011). UA 2012 Chemnitz
- 2011: Drei Solfeggien für Flöte solo. UA 2012 Rheinsberg
- 2012: Ein fröhlich Ding. Szene frei nach einem Sinngedicht von Friedrich von Logau für zwei Violinen mit kleinen Schlaginstrumenten
- 2015: Animal maris cantans - Der singende Fisch. Kleine Hörspielszene für Klavierquartett mit kleinen Schlaginstrumenten nach einer Erzählung von Werner Heiduczek. UA 2016 Hoyerswerda
- 2016: Irini - Frieden für Klavier solo. UA 2016 Dresden

### Orchesterwerke
- 1967: Streichermusik in drei Teilen. UA 1969 Dresden
- 1969: Orchestermusik über ein Thema von Robert Schumann. UA 1971 Karl-Marx-Stadt (Opernhaus)
- 1971: Konzertante Suite für Violine und kleines Orchester. UA 1971 Leipzig (Altes Rathaus)
- 1978: Concerto ritmico per pianoforte ed orchestra. UA 1978 Borna
- 1979: Notturno - Nachtgedanken für 19 Streicher. UA 1979 Eisenach (Wartburg)
- 1981: Partita für zwei Bläserchöre und Orchester. UA 1982 Frankfurt an der Oder
- 1985: Sinfonie in einem Satz (Sinfonia infernale). UA 1986 Berlin
- 1989: Orchestermusik I: Das verschenkte Weinen. UA 1990 Halle. Händelfestspielorchester Halle
- 1989: Choral-Metamorphosen zu „Sonne der Gerechtigkeit“ für großes Orchester. UA 1990 Leipzig (Gewandhaus)
- 1989: Orchestermusik II: Das verschenkte Weinen. UA 1993 Gera
- 1990: Konzert für Kontrabass und Orchester. UA 1996 Chemnitz (Opernhaus)
- 1997: Brücken. UA 1997 Weimar
- 2007: Fünf Kurze Charakterstücke für kleines Streichorchester. UA 2007 Göttingen

### Lieder / Vokalkammermusik
- 1961: Drei Lieder für Bariton und Klavier. Texte: Jacques Prévert
- 1964: Fünf Psalmengesänge für Sopran und ein Tasteninstrument (Klavier, Orgel)
- 1966: Zwei Lieder für Sopran, Klavier und Gitarre (ad lib.). Texte: Wilhelm Busch. UA 2006 Dresden
- 1967: Tag-Nacht-Gesänge für Sopran und Klavier. Texte: Hans Franck
- 1971: Variationen über ein Stücklein aus der „Musikalischen Rüstkammer“, Leipzig anno 1719, für Sopran und neun Instrumente. UA 1971 Leipzig
- 1974: Heine-Liedsong für Tenor und Klavier. UA 1999 Berlin
- 1987: Memento für Mezzosopran, Bariton, Sprecher und Instrumentalensemble. Texte: Friedrich Wolf. UA 1987 Berlin (Akademie der Künste). Musica-Viva-Ensemble Dresden
- 1992: Morgenlied, Abendlied für Altblockflöte, Sopran und Klavier (1992). Texte: Caspar David Friedrich. UA 2005 Markkleeberg
- 1993: Lass mich rühren deine Seele für Bariton, Flöte, Harfe und Streichquartett. Texte: John Gracen Brown. UA 1994 Dresden
- 1998: Zwischen den Welten. Ode an einen weit Entfernten für Mezzosopran und Kammerensemble. UA 1998 Leipzig (Alte Handelsbörse). Annette Jahns, Musica-Viva-Ensemble Dresden
- 2006: Liebeslied für Mezzosopran und Klavier. Text: Werner Heiduczek. UA 2006 Leipzig (Stadtbibliothek)
- 2006: Glockensprüche nach Texten des 100. Psalms für Bass, Röhrenglockenspiel und Orgel. UA 2006 Leipzig (Bethanienkirche)-Schleussig. Gotthold Schwarz, Johann Georg Baumgärtel, Stephan Paul Audersch
- 2010: Am offenen Fenster. Fünf Lieder für Mezzosopran oder Bariton und Klavier. Texte: Werner Heiduczek. UA 2010 Leipzig (Moritzbastei)
- 2010: Auff die Liebste. Sieben Lieder für Bariton und Klavier. Texte: Paul Fleming. UA 2010 Dresden (Sächsische Akademie der Künste)
- 2012: Dahin. Fünf Lieder für Bariton und Klavier. Texte: Manuela Sandhop. UA 2012 Weimar

### Chorwerke
- 1962: Benediktbeurer Liebeslieder für gemischten Chor a capella. Aufnahme 1964/65 Rundfunkchor Leipzig
- 1968: Passions-Gesänge für gemischten Chor a capella
- 1969: Volksliedbearbeitung für drei Frauenstimmen, Flöte, Oboe, Klarinette, Gitarre (1969)
- 1976: Begegnungen für zwei gemischte Chöre a capella. Texte: von Wolfgang Jähnig. UA 1976 Leipzig (Altes Rathaus)
- 1977: Der Wettstreit. Kleine Kantate unter Verwendung des Liedes Der Kuckuck und der Esel. UA 1977 Leipzig (Altes Rathaus)
- 1982: Drei Vogelchöre für Kinderchor a capella. Texte: Dieter Mucke, Hoffmann von Fallersleben
- 1987: Zwei Motetten für gemischten Chor a capella
- 1987: An die Menschheit für achtstimmigen Chor a capella. Texte: Friedrich Hölderlin. UA 1993 Hamburg. NDR-Chor
- 1991: Drei Schneiderlieder. UA 1993 Leipzig (Altes Rathaus). MDR-Kinderchor
- 1991: Machet die Tore weit. Advents-Introitus für zwei gemischte Chöre und Orgel. UA 1991 Göttingen (St. Jacobi)
- 2001: Psalmen-Motetten für Chor a capella. UA Nr. 3: 2001 Leipzig (Thomaskirche). Thomanerchor, Georg Christoph Biller (Leitung). UA komplett: 2002 Dresden (Martin-Luther-Kirche)
- 2001: Das Licht über uns. Motette für Chor a capella. UA 2006 Leipzig (Thomaskirche). Thomanerchor, Georg Christoph Biller (Leitung)
- 2006: Der Herr ist mein Hirte – mein Hirte ist der Herr. Motette für zwei Chöre a cappella. Text: Psalm 23. UA 2006 Dresden (Frauenkirche). Christfried Brödel (Leitung)
- 2007: Fünf Dreistrophengesänge für Kinderchor mit kleinem Schlagwerk. Texte: Georg Maurer. UA 2007 Dresden (Dreikönigskirche). Philharmonischer Kinderchor Dresden
- 2007: Cantate Domino. Motette für Doppelchor a capella. Text: Psalm 96. UA 2007 Dresden (Frauenkirche). Philharmonischer Kinderchor Dresden
- 2017: Wessobrunner Gebet für Chor a capella. UA 2017 Stein am Rhein. Christfried Brödel (Leitung)

### Vokalsinfonik
- 1973: An die Zukunft. Orchesterlieder für Bariton (oder Mezzosopran). Texte: Harald Gerlach (1973). UA 1974 Ilmenau
- 1975: Gewaltig wie der Tod. Orchesterlieder nach Texten der Bibel, UA 1975 Gera
- 1983: Laudate Ninive. Oratorium, UA Göttinger Symphonie Orchester, NDR, 1983 Hannover.
- 1983: Von menschlichen Schwächen. Nach Texten von Martin Luther, UA 1983 Dresden
- 1991: … jeder Herkunft leben. Orchesterlieder nach Texten von Ingeborg Bachmann, UA 1991 Hannover
- 1987: Hymne an die Menschheit für Soli, Chor, Orgel und Orchester nach Texten von Friedrich Hölderlin, UA 1993 Hamburg als a cappella-Zyklus.
- 1975: Gewaltig wie der Tod. Orchesterlieder für Mezzosopran, Bariton und großes Orchester. Hebräische Texte, übersetzt von Manfred Hausmann. UA 1975 Gera. Roswitha Trexler, Siegfried Lorenz
- 1980: Lessingfarben für Tenor, gemischten Chor und Orchester. UA 1981 Dresden
- 1983: Von menschlichen Schwächen. Fünf Gesänge für Bass und Kammerorchester. Texte: Martin Luther (Tischreden). UA 1983 Dresden (Gobelinsaal der Sempergalerie). Theo Adam, Kammerorchester der Deutschen Staatsoper Berlin, Hartmut Haenchen (Leitung)
- 1983: Laudate Ninive. Oratorium für Bassbariton, Chor, Kinderchor und Orchester. Texte: aus den Büchern Amos und Jona aus dem Gebet des Manasse. UA 1983 Hannover (NDR)
- 1988: Hymne an die Menschheit für Mezzosopran, Tenor, Bariton, Chor, Orgel und Orchester. Texte: Friedrich Hölderlin (1988)
- 1989: Das neue Jahrhundert. Lieder für Bariton und Orchester. Texte: Friedrich Gottlieb Klopstock (1989). UA 1990 Dresden. Jürgen Kurth, Dresdner Philharmonie, Jörg-Peter Weigle (Leitung)
- 1991: … jeder Herkunft zu leben. Lieder für Bariton und Orchester. Texte: Ingeborg Bachmann. UA 1991 Hannover (Niedersächsisches Staatstheater) Hannover. Wolfgang Hellmich, Niedersächsisches Staatsorchester, George Alexander Albrecht (Leitung)
- 2005: Animal maris cantans – Der singende Fisch. Musikalische Allegorie für Sprecher, Kinderchor (mit Schlaginstrumenten) und Orchester. Text: Werner Heiduczek. UA 2005 Dresden (Kulturpalast), Dresdner Philharmonie
- 2005: Wo der Herr nicht das Haus baut. Oratorium für Alt, Bass, Sprecher, Chor und Orchester. Texte: Jesaja, Psalm 127, Karl May. UA 2006 Dresden (Martin-Luther-Kirche). Sinfonietta Dresden[1]
- 2008: Da Pacem, Domine. Oratorium zum Westfälischen Frieden, für Sopran, Bass, Sprecher, Chor, Orgel und kleines Orchester. UA 2008 Münster (Lambertikirche)
- 2011: Choral-Kantate: Ein feste Burg ist unser Gott für Mezzosopran, Bassbariton, gemischten Chor und Instrumentalensemble. UA 2017 Münster (Erlöserkirche)
- 2019: Glockenweihemusik für Blechbläser, Pauken und Glocken. UA 2019 Leipzig (Nikolaikirche). Christfried Brödel (Leitung)

### Bühnenwerke
- 1974: Weihnachtsgans Auguste. Musikalisches Märchen für Bassbuffo, zwei Sprecherinnen, Kinderchor und kleines Orchester. Libretto: Kurt Steiniger (nach Friedrich Wolf). UA 1974 Nordhausen (Theater)
- 1983: Das verschenkte Weinen. Ballett in 11 Bildern. UA 1990 Halle (Theater des Friedens). Händelfestspielorchester Halle
- 1990–1995: Persephone oder Der Ausgleich der Welten. Oper in 4 Akten. Libretto: Carl Ceiss (nach Werner Heiduczek). UA 2001 Leipzig (Opernhaus). Gewandhausorchester, Johannes Kalitzke (Dirigent)

### Hörspielmusik
- 1969: Franz Freitag: Der Egoist. Regie: Gert Andreae (Hörspiel, Rundfunk der DDR)
- 1970: William Shakespeare: Othello. Regie: Gert Andreae (Hörspiel, Rundfunk der DDR)
- 1971: Charles De Coster: Grietje heiratet. Bearbeitung: Gudrun Mogel, Regie: Günter Bormann (Hörspiel, Rundfunk der DDR)
- 1985: Gerhart Hauptmann: Vor Sonnenuntergang. Bearbeitung: Ulrich Griebel, Regie: Walter Niklaus (Hörspiel, Rundfunk der DDR)